# Galliumnitride
Galliumnitride (GaN) is een halfgeleider met een vrij grote band gap (3,4 eV) die rond de millenniumwisseling zeer in de belangstelling is gekomen. Het materiaal is geschikt voor het maken van vastestoflasers met golflengten in het ultraviolette gebied van het elektromagnetisch spectrum. Galliumnitride kan daarom van groot belang worden voor het maken van displays (bijvoorbeeld computerschermen) en in de ruimtevaart omdat, wegens de grote band gap, galliumnitride bestand is tegen de ruimtestraling. Een X-band-zender gebaseerd op GaN werd in mei 2013 gelanceerd aan boord van de PROBA-V-satelliet.
Galliumnitride is ook gebruikt in de Erieye radar van het GlobalEye AWACS vliegtuig.